# Beate Eriksen
Beate Marie Eriksen (* 19. Oktober 1960 in Norwegen) ist eine norwegische Schauspielerin und Regisseurin. Eriksen trat auf verschiedenen norwegischen Bühnen auf und ist auch für ihre Rolle in der populären norwegischen Seifenoper Hotel Cæsar bekannt.

## Leben
Beate Eriksen machte 1985 ihren Abschluss an der Staatlichen Theaterhochschule Norwegens (Statens teaterhøgskole). Sie arbeitete danach fünf Jahre am Oslo Nye Teater und vier Jahre am Riksteatret. Seither arbeitete sie freischaffend für das Nationaltheatret, Den Norske Opera & Ballett, den norwegischen Rundfunk und andere Einrichtungen. Sie trat auch in Film- und Fernsehrollen auf, insbesondere in der Seifenoper Hotel Cæsar. Im Jahre 2000 begann sie darüber hinaus, als Regisseurin für diese Serie zu arbeiten. Sie hat in insgesamt 100 Folgen von Hotel Cæsar Regie geführt sowie in 24 Folgen der Kinder-Fernsehserie Olsenbandens første kupp. Gegenwärtig (Stand 2009) lehrt Eriksen Schauspiel an der Waldorfschule von Bærum, wo sie der Theaterabteilung vorsteht.

### Familie
Beate Eriksens Vater war Marius Eriksen junior, ein norwegisches Fliegerass im Zweiten Weltkrieg und nach dem Krieg zweifacher norwegischer Meister im Slalom (1947 und 1948). Sein Vater Marius Eriksen senior war Kunstturner und gewann eine Bronzemedaille an den Olympischen Sommerspielen 1912.  Ihr Onkel ist der  norwegische  Skirennläufer Stein Eriksen, auch weitere Angehörige der Familie betätigten sich sportlich. Beate Eriksen war mit dem Schauspieler Toralv Maurstad verheiratet.

## Filmografie
Darstellerin
- 1986: Plastposen
- 1990: Destinasjon Nordsjøen (Fernsehfilm)
- 1994: Über Storch und Stein
- 1996: Familiesagaen de syv søstre (Fernsehfilm)
- 1998–2000: Hotel Cæsar (Fernsehserie)
- 2003: God kveld Norge
- 2012: Lilyhammer (Fernsehserie)

Regisseurin
- 1998: Hotel Cæsar (Fernsehserie, 100 Folgen)
- 2001: Olsenbandens første kupp (Fernsehserie, 24 Folgen)